# Superwahljahr
Ein Superwahljahr ist ein Jahr, in dem besonders viele Wahlen stattfinden. Ein solches ist in Deutschland und Österreich wahrscheinlich, wenn das Jahr auf einer 4 oder einer 9 endet, denn in jenen Jahren gibt es zumindest immer die Europawahl. Bis einschließlich 2009 fanden in Deutschland auch die Bundespräsidentenwahlen in solchen Jahren statt, sowie verschiedentlich die Bundestagswahl.
Die Gesellschaft für deutsche Sprache kürte das Wort 1994 zum Wort des Jahres. Ein weiteres „Superwahljahr“ war 2009. Eine genaue Definition für ein Superwahljahr gibt es allerdings nicht.

## Deutschland

### Wahlen 1990
Das Phänomen der Superwahljahre in Deutschland hat teilweise mit der Wiedervereinigung 1990 zu tun. Damals wählten sämtliche ostdeutschen Bundesländer anlässlich ihrer Wiedererrichtung ihre Landtage sowie die kommunalen Organe: Brandenburg, Mecklenburg-Vorpommern, Sachsen, Sachsen-Anhalt und Thüringen. Schon im März war hier die DDR-Volkskammer letztmals gewählt worden. Hinzu kamen die Bundestagswahl sowie Landtagswahlen im Saarland, in Niedersachsen, in Nordrhein-Westfalen, in Bayern und (ebenfalls wegen der Wiedervereinigung) in Gesamt-Berlin. Das Wort „Superwahljahr“ kam damals allerdings trotz der zehn Landtagswahlen noch nicht auf.
Vier Jahre später, zum Teil auch acht Jahre später, fanden der ostdeutschen Bundesländer wegen wieder viele Landtagswahlen in einem Jahr statt. Das Phänomen nahm aber ab, weil in manchen ostdeutschen Bundesländern die Wahlperiode verlängert wurde.

### Superwahljahr 1994
Landtagswahlen fanden in Niedersachsen, Sachsen-Anhalt, Brandenburg, Sachsen, Bayern, Thüringen, Saarland und Mecklenburg-Vorpommern statt. Das umstrittenste Ergebnis lieferte Sachsen-Anhalt, wo ein Regierungswechsel von CDU-FDP zu SPD-Grüne vollzogen wurde. Diese Regierung hatte keine absolute Mehrheit im Landtag und war auf Tolerierung durch die PDS angewiesen (sogenanntes Magdeburger Modell).
Ferner gab es Kommunalwahlen in den Ländern Schleswig-Holstein, Baden-Württemberg, Mecklenburg-Vorpommern, Rheinland-Pfalz, Saarland, Sachsen, Sachsen-Anhalt, Thüringen und Nordrhein-Westfalen.
In ganz Deutschland und in der EU kam es im Juni zur Europawahl, das heißt zur Wahl des Europäischen Parlaments.
Krönender Abschluss des Superwahljahres war die Wahl des Bundestages. Es war die zweite Wahl im vereinten Deutschland.
Nicht von den Bürgern, aber von der Bundesversammlung wurde ein Nachfolger des scheidenden Bundespräsidenten Richard von Weizsäcker gewählt. Im dritten Wahlgang setzte sich schließlich Roman Herzog als Kandidat von CDU/CSU und FDP durch.

### Superwahljahr 2009
In Deutschland fand neben der Europawahl sowohl die Bundestagswahl am 27. September 2009 als auch die Wahl des deutschen Bundespräsidenten am 23. Mai 2009 statt. Daneben wurden die Landtage in Hessen, Saarland, Sachsen, Thüringen sowie in Brandenburg und Schleswig-Holstein neu gewählt.
Zudem fanden Kommunalwahlen in Baden-Württemberg, Mecklenburg-Vorpommern, Rheinland-Pfalz, Saarland, Sachsen, Sachsen-Anhalt, Thüringen und Nordrhein-Westfalen statt.

### Superwahljahr 2021
In Deutschland fanden im Jahre 2021 zusätzlich zur Bundestagswahl auch noch in Baden-Württemberg, Berlin, Mecklenburg-Vorpommern, Rheinland-Pfalz und Sachsen-Anhalt Wahlen zu den Landesparlamenten statt. Zudem fanden Kommunalwahlen in Hessen und Niedersachsen statt.

## Österreich

### Superwahljahr 1994
Im Frühjahr wurden die Landtage Kärntens, Salzburgs und Tirols gewählt, darauf folgte am 12. Juni Österreichs Abstimmung über einen EU-Beitritt des Landes. Im Herbst fand die Vorarlberger Landtagswahl statt und am 9. Oktober folgte schließlich die Wahl zum österreichischen Nationalrat.
Dazu kamen mehrere kleine Wahlgänge, wie die Gemeindevertretungswahlen in Salzburg oder die Gemeinderatswahl in Innsbruck.
Insgesamt brachte dieses Superwahljahr gehörige Verschiebungen im Parteiensystem Österreichs, das durch den stetigen Aufstieg der FPÖ Jörg Haiders und durch das 1993 als FPÖ-Abspaltung gegründete Liberale Forum nachhaltig verändert wurde.

### Superwahljahr 2009
Auch in Österreich wurde 2009 als Superwahljahr bezeichnet, da neben der Europawahl im Juni die Landtage Kärntens und Salzburgs im März, jene Vorarlbergs und Oberösterreichs im September und die Gemeinderäte in Kärnten, Salzburg und Oberösterreich zu wählen waren.